# Diablos de Hermosillo
Los Diablos de Hermosillo fue un equipo de béisbol que participó en la Liga Norte de México y en la Liga Norte de Sonora con sede en Hermosillo, Sonora, México.

## Historia
El equipo fue sucursal de los Diablos Rojos del México y de los Naranjeros de Hermosillo. En un esfuerzo por unirse en un exitoso proyecto, las directivas de los equipos con más campeonatos en la historia del béisbol mexicano Diablos Rojos del México de LMB y Naranjeros de Hermosillo de LMP, ambos con 16 títulos, decidieron crear una nueva franquicia dentro del béisbol de la LNS, para poder foguear a peloteros de ambas regiones del país.
El equipo fue uno de los protagonistas en ambas ligas que participó, logrando emular lo hecho por las dos franquicias creadoras.

### Cambio de Liga
El viernes 27 de febrero de 2015 se anunció que el equipo dejaba la Norte de Sonora para ingresar en la Norte de México. El llamado "infierno hermosillense" abandonó la LNS siendo el campeón vigente.

### Campeonato
En su temporada de debut en el año 2014 dentro de la LNS, los Diablos lograron su primer título al barrer en la final a los Rojos de Caborca 4 juegos contra 0.
De esta manera el club logró emular a sus dos equipos fundadores, Naranjeros de Hermosillo y Diablos Rojos del México, logrando ser el mejor equipo en el rol regular durante toda la temporada con 49 victorias y 17 derrotas, venciendo en semifinales a su similar de Mineros de Cananea 4 juegos contra 1 y barriendo a Rojos 4x0 en la gran final. Demostrando que el club heredó la mística ganadora de los dos equipos más ganadores de todo el béisbol mexicano.

### Serie Campeón de Campeones
En su temporada de debut accedieron como campeones de LNS a la primera edición de la Serie Campeón de Campeones en contra de los Algodoneros de San Luis campeones de la LNM.
Diablos logró el campeonato de la Serie con 4 victorias contra 2 derrotas. Con este título "el infierno sonorense" logró convertirse en el primer campeón en la historia de la Serie Campeón de Campeones.

### Desaparición
El día 22 de febrero del 2016 la directiva del equipo de Hermosillo anunció que Diablos no participaría en la temporada 2016 de la Liga Norte de México. Lo anterior debido a que Diablos Rojos del México incumplió con el convenio de jugadores, decidiendo enviar solo 13 prospectos a Diablos de Hermosillo. El domingo 9 de agosto de 2015, Diablos de Hermosillo jugó su último partido en su historia perdiendo el séptimo juego de la semifinal en contra de los Centinelas de Mexicali perdiendo así la oportunidad de acceder a la final por segunda año consecutivo, ya que un año anterior en 2014 habían logrado el título de la Liga Norte de Sonora en contra de los Rojos de Caborca derrotándolos en 4 partidos.

## Roster actual
| Receptores - 32 Eduardo Revilla Acuña - 47 José Carlos Hernández - Jesús Alfonso Elezier Lanzadores - 04 Jesús Ernesto Camargo - 09 Armando Payán - 15 Enrique Chávez - 30 Jesús Martínez - 31 Elioth Bracamontes - 35 Carlos de León - 37 Kevin Murillo - 38 Gabriel Manjarrez - 39 Francisco Meza - 40 Lucio Cota - 48 Franklyn Germán - 49 Félix Romero - Luis Guerrero - Efrén Delgado |  | Jugadores de Cuadro - 11 Marco Martínez - 12 Carlos Sepúlveda - 19 Raúl García - 23 Jonathan Armenta - 28 Yousamot Cota - Jesús Favela Jardineros - 06 Marcos Almonte - 07 Luis Durango - 14 Víctor Santos Cuerpo Técnico - 02 Armando Sánchez (Entrenador) - 20 José Juan Núñez (Entrenador) - 41 Ricardo Solís (Entrenador) - 99 Alberto Íñiguez (Entrenador) - -- Fernando Soto (Trainer) - 05 Edgar Gamez (Bat Boy) Mánager - 03 José Luis Sandoval |